# Zoran Terzić

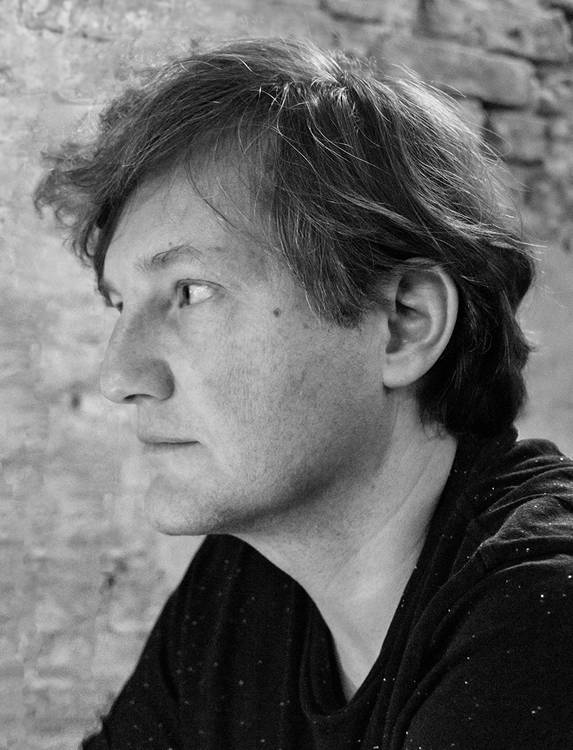
Zoran Terzić bei diaphanes, Foto: Bettina Sellmann

Zoran Terzić (* 1969 in Banja Luka) ist ein Kulturtheoretiker und Musiker (Piano, Komposition) des Modern Creative Jazz, der auch als Prosaautor tätig ist.

## Leben und Wirken
Terzić wurde 1969 in Banja Luka geboren. Er studierte Jazzpiano, Kommunikationsdesign und Soziologie in Nürnberg und Wuppertal sowie Bildende Kunst in New York. 2006 wurde er an der Universität Wuppertal  mit einer literaturwissenschaftlichen Untersuchung zur Kulturproduktion der 1990er Jahre in Hinblick auf die Desintegration Jugoslawiens zum Dr. phil. promoviert.
Seit 2001 lebt Terzić als Autor und Musiker in Berlin. Mit Jan Roder und Michael Griener gründete er sein Zoran Terzic Trio, das 2005 ein Album bei Konnex Records veröffentlichte. In den 2010er Jahren war er u. a. mit der Gruppe √c (Wurzel aus C) bestehend aus seinem Bruder Dejan Terzić am Schlagzeug und Rudi Mahall an der Bassklarinette auf Live-Konzerten zu hören und zu sehen (gleichnamiges Album 2011). Er nahm weiterhin mit dem Cool Quartett bzw. Coolsextett um Axel Dörner und Sven-Åke Johansson und Kathrin Lemkes JazzXclamation auf.
Gegenwärtig widmet Terzić sich hauptsächlich dem Schreiben. Mit seinem Buch Idiocracy. Denken und Handeln im Zeitalter des Idioten verfasste er eine Kulturgeschichte der Idiotie.

## Diskographische Hinweise
- 2002–2012: Jazzbox von und mit Sven-Åke Johansson (Schlagzeug) u. a. mit Axel Dörner, Jan Roder, Antonio Borghini, Tobias Delius, Henrik Walsdorf, Zoran Terzić
- 2004: Zoran Terzic Trio mit Zoran Terzić (Piano), Jan Roder (Bass) und Michael Griener (Schlagzeug); Konnex Records KCD 5139
- 2009: Connected: Cordula Hamacher Quartett mit Cordula Hamacher (Tenor- & Sopransaxophon), John Schröder (Schlagzeug), Zoran Terzić (Piano) und Johannes Fink (Bass); jazzwerkstatt 058
- 2010: You own the City?!: Kathrin Lemke Jazzclamation mit Kathrin Lemke (Altsaxophon), Matthias Schubert (Tenorsaxophon), Zoran Terzić (Piano, Wurlitzer Electric Piano), Berit Jung (Bass) und Peter Horisberger (Schlagzeug); Konnex Records KCD 5251
- 2011: √c (Wurzel aus C): Rudi Mahall (Bass-Klarinette), Dejan Terzić (Schlagzeug), John Schröder (Schlagzeug) und Zoran Terzić (Piano); Konnex Records KCD 5278 und Cord Records 005
- 2017: Abstract Truth vom Cordula Hamacher Quartett mit Cordula Hamacher (Tenor- & Sopransaxophon), Zoran Terzić (Piano), Johannes Fink (Bass, Cello), John Schröder (Schlagzeug) und Jan Leipnitz (Schlagzeug); Cord Records

## Veröffentlichungen
- Kunst des Nationalismus: Kultur – Konflikt – (jugoslawischer) Zerfall. Kulturverlag Kadmos, Berlin 2007, ISBN 978-3-86599-018-1.
- Politischer als die Politik: mediale Aspekte jugoslawischer Identitätsdebatten seit den 1980er Jahren. In: Miranda Jakiša, Andreas Pflitsch (Hrsg.): Jugoslawien – Libanon. Verhandlung von Zugehörigkeit in den Künsten fragmentierter Kulturen. Kulturverlag Kadmos, Berlin 2007, ISBN 978-3-86599-149-2, S. 207–219.[4]
- Politische Transplantate. diaphanes, Zürich 2018
- Verallgemeinerung des Menschen. Zur Kritik der generischen Vernunft. diaphanes, Zürich 2019.
- Der Tautomane. diaphanes, Zürich 2019.
- Idiocracy. Denken und Handeln im Zeitalter des Idioten. diaphanes, Zürich 2020, ISBN 978-3-0358-0190-3.
- Zukunft. Kunst des Ungewissen. diaphanes, Zürich 2021, ISBN 978-3-0358-0460-7.